# Mount Lecointe
Mount Lecointe ist ein 3620 m hoher und markanter Berg in der antarktischen Ross Dependency. Er ragt rund 5 km nordwestlich des Mount Rabot in der Queen Elizabeth Range des Transantarktischen Gebirges auf.
Teilnehmer der Nimrod-Expedition (1907–1909) unter der Leitung des britischen Polarforschers Ernest Shackleton entdeckten ihn. Benannt ist der Berg nach dem belgischen Geophysiker George Lecointe (1869–1929), einem Teilnehmer der Belgica-Expedition (1897–1899).